# Яндобинське сільське поселення
Яндо́бинське сільське поселення (рос. Яндобинское сельское поселение) — муніципальне утворення у складі Аліковського району Чувашії, Росія. Адміністративний центр — село Яндоба.

## Історія
Станом на 2002 рік існували Русько-Сорминська сільська рада (село Руська Сорма, присілки Анаткаси, Пізенери, Самушкіно, Сатлайкіно) та Яндобинська сільська рада (село Яндоба, присілки Ківкаси, Сінькаси, Тушкаси, Челкаси, Чиршкаси, Ягунькіно).

## Населення
Населення — 1349 осіб (2019, 1587 у 2010, 1965 у 2002).

## Склад
До складу поселення входять такі населені пункти:
| Населений пункт      | Населення, осіб (2002) | Населення, осіб (2010) |
| -------------------- | ---------------------- | ---------------------- |
| Анаткаси, присілок   | 301                    | 236                    |
| Ківкаси, присілок    | 135                    | 115                    |
| Пізенери, присілок   | 134                    | 100                    |
| Руська Сорма, село   | 250                    | 181                    |
| Самушкіно, присілок  | 90                     | 75                     |
| Сатлайкіно, присілок | 102                    | 77                     |
| Сінькаси, присілок   | 130                    | 111                    |
| Тушкаси, присілок    | 87                     | 57                     |
| Челкаси, присілок    | 309                    | 264                    |
| Чиршкаси, присілок   | 107                    | 101                    |
| Ягунькіно, присілок  | 191                    | 160                    |
| Яндоба, село         | 129                    | 110                    |